# امامزاده یوسف اسماعیل
امامزاده یوسف اسماعیل مربوط به سدهٔ ۸ و ۹ ه.ق است و در شهرستان آمل، بخش مرکزی، روستای کمانگیر کلا واقع شده و این اثر در تاریخ ۷ مرداد ۱۳۸۲ با شمارهٔ ثبت ۹۳۶۱ به‌عنوان یکی از آثار ملی ایران به ثبت رسیده است.